# Praxillella monroi
Praxillella monroi är en ringmaskart som beskrevs av Hartman 1978. Praxillella monroi ingår i släktet Praxillella och familjen Maldanidae. Inga underarter finns listade i Catalogue of Life.